# Oceanic Remixes Vol. II
Oceanic: Remixes Vol. II – wydawnictwo z remiksami utworów grupy Isis. Płyta gramofonowa jest drugą częścią czteroelementowej serii remiksów z płyty Oceanic stworzonej przez rozmaitych twórców. Limitowana do 2500 kopii w jednej kolorystyce.

## Lista utworów
1. "Carry" (remix: Tim Hecker) – 05:21
2. "Like I Will Love Her Forever? FUKIN DIE!!!" (remix utworu "Carry", DJ Speedranch feat. Guilty Connector) – 05:50
3. "Hym" (remix: Justin K Broadrick) – 14:54